# (18826) Leifer
(18826) Leifer (1999 NG24) – planetoida z pasa głównego asteroid okrążająca Słońce w ciągu 3,76 lat w średniej odległości 2,42 j.a. Odkryta 14 lipca 1999 roku.